# Paruževac
 Paruževac  falu Horvátországban Zágráb megyében. Közigazgatásilag Dubravához tartozik.

## Fekvése
Zágrábtól 40 km-re keletre, községközpontjától 3 km-re nyugatra, a megye keleti részén fekszik.

## Története
1857-ben 207, 1910-ben 318 lakosa volt. Trianonig Belovár-Kőrös vármegye Križi járásához tartozott. 
2001-ben 157  lakosa volt.

## Lakosság
| Lakosság változása | Lakosság változása | Lakosság változása | Lakosság változása | Lakosság változása | Lakosság változása | Lakosság változása | Lakosság változása | Lakosság változása | Lakosság változása | Lakosság változása | Lakosság változása | Lakosság változása | Lakosság változása | Lakosság változása |  |
| ------------------ | ------------------ | ------------------ | ------------------ | ------------------ | ------------------ | ------------------ | ------------------ | ------------------ | ------------------ | ------------------ | ------------------ | ------------------ | ------------------ | ------------------ |  |
| 1857               | 1869               | 1880               | 1890               | 1900               | 1910               | 1921               | 1931               | 1948               | 1953               | 1961               | 1971               | 1981               | 1991               | 2001               |  |
| 207                | 207                | 210                | 277                | 306                | 318                | 304                | 333                | 389                | 386                | 325                | 278                | 234                | 200                | 157                |  |